# Savann

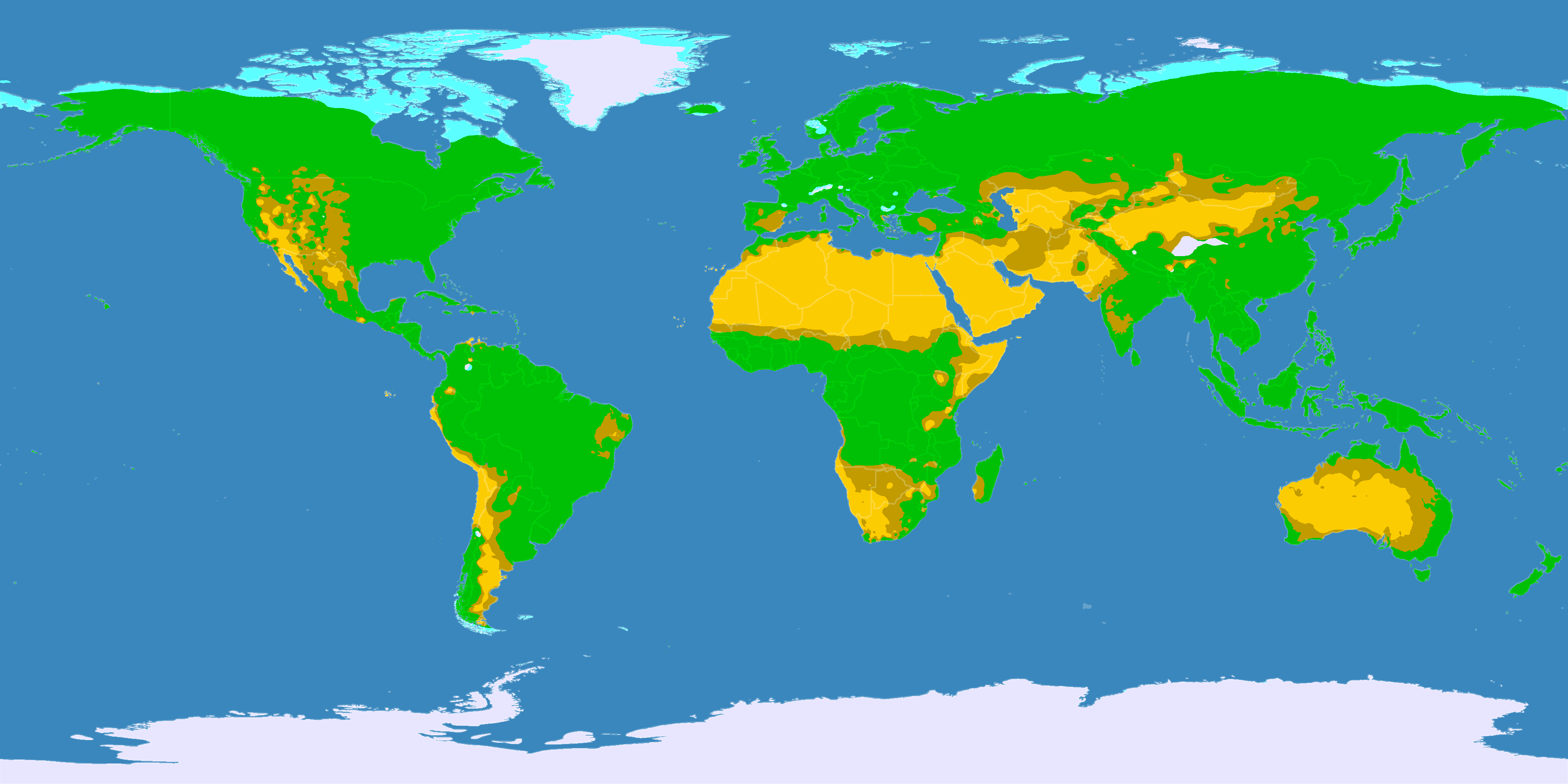
Savanner är markerade med brunbeige färg på kartan.

Savann avser ett område i tropiska zonen som ligger vid ekvatorn, där växtligheten utgörs av högt gräs och glest utspridda buskar och träd. Savannområden ligger ofta mellan regnskogs- och ökenområden. Jordmånen på den tropiska savannen är oftast mer basisk än jorden i en tropisk regnskog och har en brunsvart färg.
Savanner brukar förete stor skillnad mellan regnperiod och torrperiod, vilket har stor påverkan på växt- och djurlivet.

## Växter

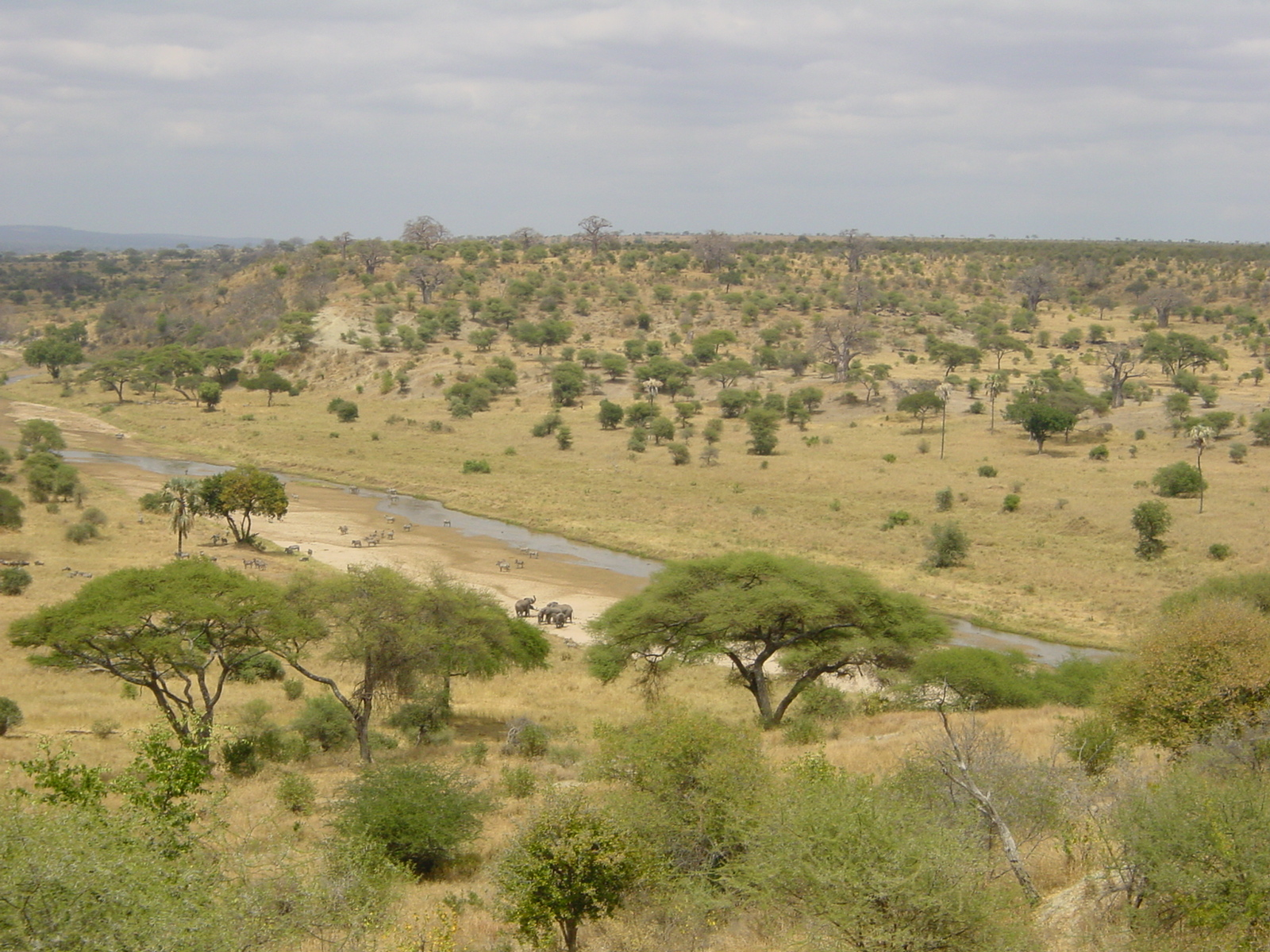
Savann i Tarangire nationalpark i Tanzania.

Artantalet av växter är lägre jämfört med till exempel en tropisk regnskog på grund av ett torrare klimat och bränder på savannerna. De arter som finns har speciella anpassningar till bränder. Till exempel har träd speciell brandtålig bark. Sådana träd är baobabträd, vilka innehåller mycket vatten. Bränderna utgör en viktigare faktor som begränsar växtligheten än klimatet och betande djur.

## Djur och insektsliv
Östra Afrikas savanner är den miljöregion som har störst täthet av stora däggdjur. Viktiga växtätare är till exempel zebror, bufflar, vårtsvin, giraffer, noshörningar, elefanter och antiloper. Viktiga rovdjur är gepard, lejon, leopard, schakaler och hyenor. De jagar ofta i flock och på natten. Östafrikas savanner har på grund av det rika djurlivet blivit attraktiva som turistmål.

## Olika savanntyper
Det finns sex typer av savanner:
- Tropiska och subtropiska savanner: Detta är den vanligaste savannen i Afrika.
- Tempererade savanner: Savanner med regniga somrar och torrare vintrar.
- Medelhavssavanner: Milda, regniga vintrar och torra, varma somrar. Till exempel eksavannerna i Kalifornien är medelhavssavanner.
- Översvämmade savanner: Savanner som är översvämmade året runt eller under en viss säsong.
- Höglandssavanner: Savanner på hög höjd över havet. Denna typ av savann är ganska ovanlig, men den återfinns bland annat i Angola.
- Låglandssavanner: Savanner som är belägna på högst tio meter över havsnivå och är därför ofta mycket växtrika.